# Raymond (Iowa)
Raymond é uma cidade localizada no estado americano de Iowa, no Condado de Black Hawk.

## Demografia
Segundo o censo americano de 2000, a sua população era de 537 habitantes.
Em 2006, foi estimada uma população de 683, um aumento de 146 (27.2%).

## Geografia
De acordo com o United States Census Bureau tem uma área de
4,0 km², dos quais 4,0 km² cobertos por terra e 0,0 km² cobertos por água.

## Localidades na vizinhança
O diagrama seguinte representa as localidades num raio de 12 km ao redor de Raymond.